# Oprișești (Hunyad megye)
Oprișești románul: Oprișești, település Romániában, Erdélyben, Hunyad megyében.

## Fekvése
Váleajepi (Poieniţa) mellett fekvő település.

## Története
Oprişeşti korábban Váleajepi (Poieniţa) része volt. 1956-ban vált külön településsé 154 lakossal.
1966-ban 126 ,1977-ben 113, 1992-ben 69, 2002-ben 46 román lakosa volt.